# Ingrid Sáenz Sánchez
Ingrid Sáenz Sánchez (Municipio de Agua Dulce, 13 de octubre de 1970) es una artista en el campo del grabado y gestora cultural mexicana.

## Biografía
Ingrid Sáenz Sánchez nació el 13 de octubre de 1970 en Municipio de Agua Dulce, Veracruz de Ignacio de la Llave, México

## Trayectoria
Formación
Realizó estudios parciales en licenciatura en Ciencias de la Educación y en Artes Plásticas en la Universidad de las Américas de Puebla durante  durante las décadas ochenta y noventa del siglo XX.
Cuenta con una sólida formación en el arte del grabado pues desde  2009 ha participado en talleres de gráfica en  Villahermosa (Tabasco), en Xalapa Veracruz, en  Tlaxcala de Xicohténcatl y en la Ciudad de Oaxaca de Juárez, con maestros de renombre como Mario Reyes, Martín Vinaver, Per Anderson, Enrique Pérez Martínez, Oswaldo Hernández y en el Colectivo Tequio La Buena Impresión. Ha desplegado su trabajo creativo en talleres de gráfica en el estado de Tabasco; en el Taller de grabado “Gráfica 910” con el Mtro. Vicente Mesinas en  Oaxaca de Juárez; y en el Taller Itinerante de Artes Lámina Negra, en Pinotepa Nacional, Oaxaca.
Experiencia productiva en talleres
Ha desplegado su labor creativa en el grabado en diversos talleres. Durante 2009, 2012, 2015, 2016 y 2017 en el equipo del Talleres de grabado en Tabasco; y durante 2017-2018 en el Taller de grabado “Gráfica 910” con el Mtro. Vicente Mesinas en  Oaxaca de Juárez.
Exposiciones
Ha participado en exposiciones individuales desde 2006 en la Exposición “El cielo es mío”, en Municipio de Paraíso, Tabasco; en 2012 la Exposición “Género y desgracia”, en diversos sitios de la Universidad Juárez Autónoma de Tabasco ; en 2018-2019, la Exposición “La memoria de la carne”, en la Oaxaca de Juárez, Oaxaca; en Santiago Pinotepa Nacional, Oaxaca; y en la Universidad de la Costa (Pinotepa Nacional), del Sistema de Universidades Estatales de Oaxaca SUNEO; y el 2019 en el marco del Coloquio La Costa Chica y su complejidad, organizado por el Programa Universitario de Estudios sobre la Diversidad Cultural e Interculturalidad PUIC de la Universidad Nacional Autónoma de México, en la Oaxaca de Juárez, Oaxaca. Participó en 2021 en el XIII Coloquio Internacional Afroindoamérica organizado por el Centro de Investigaciones sobre América Latina y el Caribe de la UNAM con la ponencia “Artes visuales y reconocimiento en comunidades negras del Pacífico oaxaqueño”.

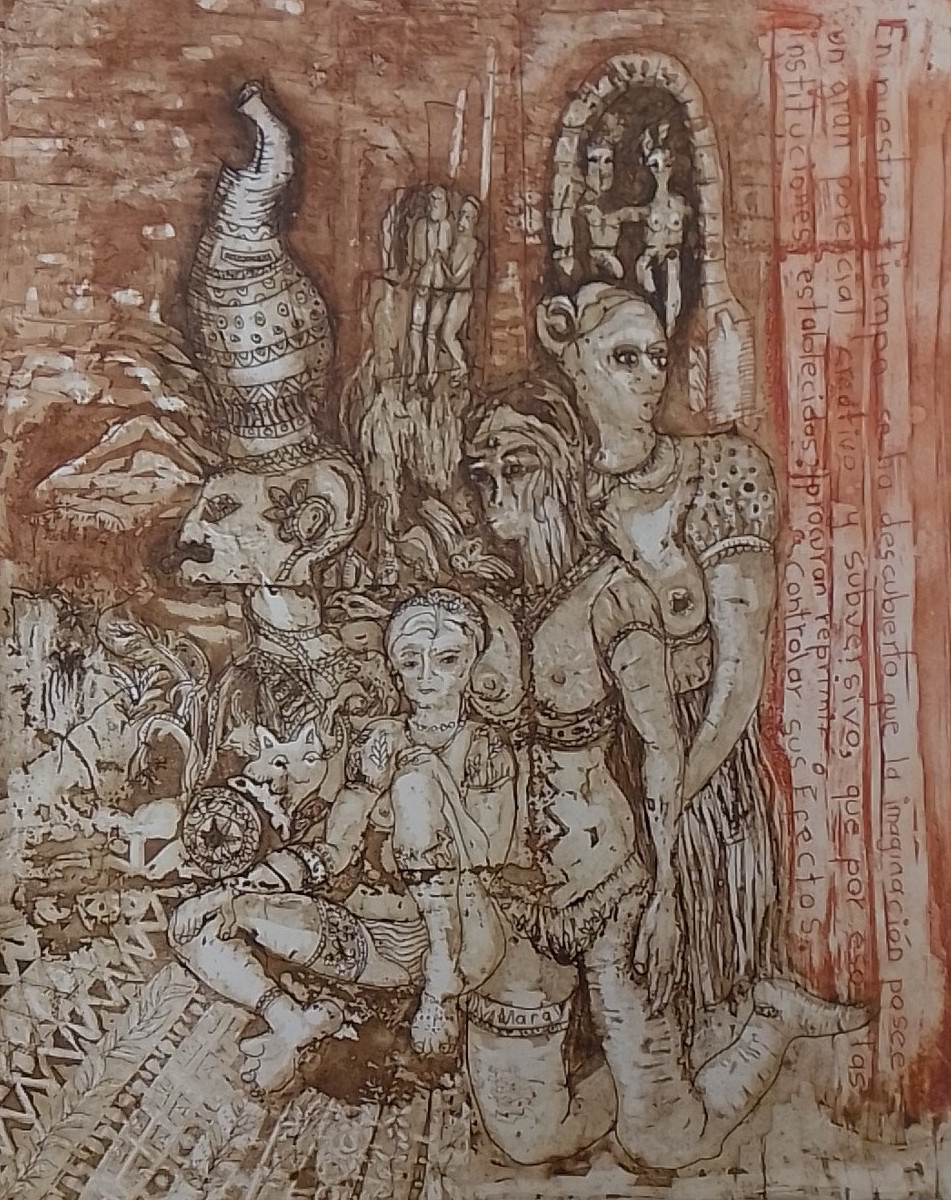
Ingrid Sáenz (2018). Eternos soñadores. Aguatinta y aguafuerte sobre lámina negra. 45 x 35.

Taller Lámina Negra en Pinotepa Nacional
En 2019 crea el Taller Lámina Negra. Inicia con un taller de gráfica en Huaxpaltepec, Oaxaca con niñas y niños indígenas, de donde resultó una carpeta digital con grabados exhibidos en la región Costa de Oaxaca. En 2020 desarrolló una investigación sobre tintes naturales para la producción de obra de arte, buscando hacer sustentable la actividad, realizando obra sobre manta de algodón y madera. En el mismo año se realiza un taller de gráfica infantil con niñas y niños afromexicanos en la comunidad de El Ciruelo, municipio de Pinotepa Nacional, Oaxaca, que resultó en exposiciones en la comunidad y en la cabecera municipal y carpeta de grabados. En 2021 se sistematiza y reimprime obra de 2018 en una publicación digital, donde explora elementos de lo femenino y la fertilidad, la sororidad y el acompañamiento y la soledad y el poder de la imaginación. En 2021 se crea una colectiva de mujeres indígenas y afromexicanas para intervenir un espacio público en Pinotepa Nacional, donde se expresa en arte pictórico (poster) los problemas ambientales, la violencia contra las mujeres y la necesidad de desplegar prácticas de autocuidado y protección. En diciembre del mismo año, se realiza un taller de dibujo e ilustraciones con crayola y tinta china en la comunidad afromexicana de Corralero, municipio de Pinotepa Nacional, Oaxaca, con niñas y niños, donde resulta una carpeta digital.

## Distinciones
- Premio Estatal de Grabado “Férido Castillo” (2009). Otorgado por el Gobierno del Estado de Tabasco.
- Reconocimiento por su participación y trabajo en la formación artística de niñas y niños indígenas y afromexicanos en la Costa de Oaxaca (2018), otorgado por Malacateros de Kasando'o Asociación Civil, La Casona Antigua del Centro de Jamiltepec, Oaxaca y Púrpura Investigación y Asesoría para el Desarrollo Asociación Civil.
- Reconocimiento del XIV Coloquio Internacional Afroindoamérica 2022, por su labor en beneficio de los afrodescendientes de Nuestra América, de la población afromexicana y sus valiosos aportes en las artes. Universidad Autónoma Metropolitana-Xochimilco y Universidad Nacional Autónoma de México UNAM.